# Juan Chapa
Juan Chapa Prado (Bilbao, 19 de noviembre de 1956) es un sacerdote católico, filólogo, teólogo, papirólogo, biblista y profesor universitario español, además de director de la Asociación Bíblica Española (desde 2022).

## Biografía
Nació y creció en Bilbao. Cuando contaba dieciséis años se trasladó a Pamplona para realizar los tres años comunes de Filología en la Universidad de Navarra. Concluyó los dos últimos años de licenciatura, en la especialidad de Filología clásica, en la Universidad de Sevilla, donde se doctoró. Tras realizar en Roma los estudios de Teología, se ordenó sacerdote en 1981 incardinándose en la Prelatura del Opus Dei. De regreso a Pamplona, realizó la licenciatura y el doctorado en Teología Bíblica. Y comenzó su carrera docente en el departamento de Sagrada Escritura de la Facultad de Teología de la Universidad de Navarra.
El profesor José María Casciaro le aconsejó realizar el doctorado en Filología Clásica. Animado por el catedrático de Griego de la Universidad de Sevilla, Alberto Díaz Tejera; y por el catedrático de Derecho Romano de la Universidad de Navarra, Álvaro D'Ors, se adentró en el estudio de los papiros griegos, realizando un doctorado en Papirología Griega en la Universidad de Oxford. Allí conoció a Peter Parsons, experto papirólogo de la Universidad de Oxford (1989-2003), en la que se encuentra la colección de papiros de Oxirrinco, una de las más importantes del mundo. Al concluir su doctorado, el profesor Juan Chapa fue invitado a colaborar en el proyecto de edición de unos fragmentos de un códice del Apocalipsis, localizados en los basureros de la antigua ciudad de Oxirrinco, actual ciudad egipcia de El-Bahnasa, situada a doscientos kilómetros al sur de El Cairo. Desde entonces ha editado otros papiros cristianos de la misma ciudad. Uno de ellos, corresponde a un evangelio apócrifo. Los testimonios bíblicos más antiguos están en papiro, por lo que su estudio es muy importante para la crítica textual.
La papirología engloba una gran variedad de campos de estudio. Los papiros -pergaminos, tablillas y óstraca- proporcionan la ocasión de analizar diversas cuestiones relativas a la historia, literatura, lenguaje, vida cotidiana, derecho,... del mundo en el que vivieron quienes escribieron esos documentos.
De regreso a Pamplona, fue director de investigación (2004-10) y decano de la Facultad de Teología (2010-19) y uno de los impulsores de la publicación de la Sagrada Biblia de la Universidad de Navarra, presentada también en formato electrónico. Sus áreas de investigación se centran fundamentalmente en el Nuevo Testamento, los escritos joanicos y la papirología.

## Instituciones a las que pertenece
- Studiorum Novi Testamenti Societas (SNTS)
- Asociación Internacional de Papirólogos
- Asociación Bíblica Española (ABE). En 2022 fue nombrado director, tras doce años como miembro de su consejo.
- Consejo Científico de la Agencia de la Santa Sede para la Evaluación y Promoción de la Calidad de las Universidades y Facultades Eclesiásticas (AVEPRO) (desde marzo de 2025).[10]